# Anoplostoma dubium
Anoplostoma dubium är en rundmaskart som beskrevs av Allgen 1959. Anoplostoma dubium ingår i släktet Anoplostoma och familjen Anoplostomatidae. Inga underarter finns listade i Catalogue of Life.